# I Found Out
I Found Out è un brano musicale scritto ed interpretato da John Lennon, tratto dall'album John Lennon/Plastic Ono Band del 1970.

## Il brano
La canzone è arrabbiata ed intensamente amara, esprimendo la delusione provata da Lennon da un mondo dominato da ciò che lui vedeva come falsi idoli e false religioni.
In comune con un altro tema presente nell'album, la canzone è, tra le altre cose, una critica verso la sua ex band, The Beatles. Durante la fine degli anni '60, George Harrison cominciò ad interessarsi al misticismo orientale; Lennon respinge gli amati guru e Hare Krishna di Harrison.
La strumentazione, lo stile e la produzione della canzone sono tipici del lavoro dell'era della Plastic Ono Band. La canzone si compone di un basso, il rombo tremolo della chitarra, una batteria martellante, una pulsante linea minimale di basso, e una voce graffiante. La registrazione è ridotta all'osso, in netto contrasto con la pesante produzione dei successivi album di Lennon. La traccia risente dell'influenza della musica blues.

## Accoglienza
In una recensione retrospettiva dell'album John Lennon/Plastic Ono Band, il sito internet Classic Rock Review descrisse I Found Out un "brano oscuro ma bello", definendo anche la linea di basso presente nel pezzo come la cosa migliore della canzone.
All'epoca della sua prima pubblicazione, sorsero molte polemiche circa il verso: «Some of you sitting there with your cock in your hand» ("Alcuni di voi seduti là con il cazzo in mano") contenuto nel brano, che fu censurato su richiesta della casa discografica. Anche la frase: «I seen religion from Jesus to Paul» ("Ho visto la religione, da Gesù a Paul") venne associata alla leggenda metropolitana "Paul is Dead". Il testo del brano è uno dei più rabbiosi e al vetriolo tra quelli composti da Lennon, tirando colpi a destra e a manca, alla religione, ai suoi genitori e alle droghe.

## Formazione
- John Lennon – voce, chitarra
- Ringo Starr – batteria
- Klaus Voormann – basso

## Cover
- I Red Hot Chili Peppers registrarono il brano per l'album tributo Working Class Hero: A Tribute to John Lennon.
- Il brano è stato ripreso anche da Nathaniel Mayer in I Just Want to Be Held nel 2004.